# Північно-Східний університет (США)
Північно-Східний університет — приватний дослідницький університет в Бостоні, штат Массачусетс, США.
Університет відомий спеціальною програмою, за якою студенти навчаються вісім семестрів в університеті і працюють повний робочий день до трьох семестрів. За цією програмою у закладу є безліч комерційних і некомерційних партнерів як в США, так і за кордоном. В 2003 американська новинна газета US News & World Report назвала університет найкращим з тих, що мають подібні програми. В 2008 він також був названий найкращим за показником якості інтернатури.

## Історія
Університет був заснований як «Вечірній інститут для молодих людей» в 1898 році, створення було обумовлене значним притоком іммігрантів. Через кілька років після заснування в ньому надавались освітні послуги в сферах права, конструювання та фінансів. В 1909 навчальний заклад розпочав проводити заняття вдень, а в 1913 переїхав до нової будівлі на Хантінгтон-авеню. В 1916 заклад було перетворено в коледж, а в 1922 було перейменовано на «Північно-східний університет бостонської молодіжної християнської асоціації». В 1929, в період бурхливого росту університетського містечка було викуплено місце, на якому згодом був розміщений стадіон для бейсболу.
В 1935 році до університету був приєднаний Коледж вільних мистецтв і назва була спрощена до найменування «Північно-східний університет».
Після Другої світової війни в університеті змогли навчатись жінки.